# Eutelia cistellatrix
Eutelia cistellatrix là một loài bướm đêm trong họ Noctuidae.